# Copa Mundial de Rugby League de 2017
La Copa Mundial de Rugby League de 2017 fue la decimoquinta edición de la Copa del Mundo de Rugby League, torneo internacional que se disputa cada cuatro años desde 1954. El torneo se desarrolló entre el 26 de octubre y el 2 de diciembre en Australia y Nueva Zelanda.

## Preparación del evento

### Elección de la sede
Dos proyectos fueron presentados en el contexto de la organización de la Copa del Mundo de 2017. A peasar de la falta de apoyo de las autoridades políticas sudafricanas que no quieren una competición con el rugby union, la primera viene de Sudáfrica que quiere aprovechar esta oportunidad en el impulso del éxito de la Copa Mundial de Fútbol de 2010 y de este modo asegurar que la Federación de Sudáfrica de rugby a 13 se reconoce y se pueden superar los obstáculos políticos. La segunda proviene de una oferta conjunta entre Australia y Nueva Zelanda. El ministro de deportes de Nueva Zelanda, Murray McCully, quería un solo candidato en su país, pero el presidente de la Federación de rugby a 13 de Nueva Zelanda, Scott Carter, prefiere una organización conjunta.
El 19 de febrero de 2014, la Federación Internacional anunció que fue seleccionada la candidatura de Australia y Nueva Zelanda. Ellos tienen tres años para planificar el evento.

## Equipos
Catorce equipos participan en la competición. Siete equipos están directamente clasificados. Una fase de calificación se lleva a cabo para determinar los otros siete naciones calificados divididos en cuatro zonas diferenciadas : "Europa", "Oriente Medio-África", "Asia-Pacífico" y "América".
| Directamente clasificados 8 (7 + 1)                                                                           | Equipos clasificados 6                                       |
| --- | ------------------------------------------------------------ |
| - Inglaterra - Francia - Escocia - Australia (*) - Nueva Zelanda (*) - Fiyi - Samoa - Papúa Nueva Guinea (**) | - Irlanda - Italia - Líbano - Tonga - Estados Unidos - Gales |

(*) Clasificado automáticamente por desempeño en el mundial anterior y además como sede

(**) Clasificado automáticamente como sede

## Fase de grupos
|  | Clasifican a cuartos de final |

### Grupo A
| Equipo     | Encuentros | Encuentros | Encuentros | Encuentros | Tantos  | Tantos    | Tantos     | Puntos |
| Equipo     | jugados    | ganados    | empatados  | perdidos   | a favor | en contra | diferencia | Puntos |
| ---------- | ---------- | ---------- | ---------- | ---------- | ------- | --------- | ---------- | ------ |
| Australia  | 3          | 3          | 0          | 0          | 104     | 10        | +94        | 6      |
| Inglaterra | 3          | 2          | 0          | 1          | 69      | 34        | +35        | 4      |
| Líbano     | 3          | 1          | 0          | 2          | 39      | 81        | −42        | 2      |
| Francia    | 3          | 0          | 0          | 3          | 30      | 117       | −87        | 0      |

Nota: Se otorgan 2 puntos al equipo que gane un partido, 1 al que empate y 0 al que pierda.

### Grupo B
| Equipo        | Encuentros | Encuentros | Encuentros | Encuentros | Tantos  | Tantos    | Tantos     | Puntos |
| Equipo        | jugados    | ganados    | empatados  | perdidos   | a favor | en contra | diferencia | Puntos |
| ------------- | ---------- | ---------- | ---------- | ---------- | ------- | --------- | ---------- | ------ |
| Tonga         | 3          | 3          | 0          | 0          | 110     | 44        | +66        | 6      |
| Nueva Zelanda | 3          | 2          | 0          | 1          | 134     | 92        | +92        | 4      |
| Samoa         | 3          | 0          | 1          | 2          | 40      | 84        | −44        | 1      |
| Escocia       | 3          | 0          | 1          | 2          | 24      | 138       | −114       | 1      |

Nota: Se otorgan 2 puntos al equipo que gane un partido, 1 al que empate y 0 al que pierda.

### Grupo C
| Equipo             | Encuentros | Encuentros | Encuentros | Encuentros | Tantos  | Tantos    | Tantos     | Puntos |
| Equipo             | jugados    | ganados    | empatados  | perdidos   | a favor | en contra | diferencia | Puntos |
| ------------------ | ---------- | ---------- | ---------- | ---------- | ------- | --------- | ---------- | ------ |
| Papúa Nueva Guinea | 3          | 3          | 0          | 0          | 128     | 12        | +116       | 6      |
| Irlanda            | 3          | 2          | 0          | 1          | 76      | 32        | +42        | 4      |
| Gales              | 3          | 0          | 0          | 3          | 18      | 156       | −138       | 0      |

Nota: Se otorgan 2 puntos al equipo que gane un partido, 1 al que empate y 0 al que pierda.

### Grupo D
| Equipo         | Encuentros | Encuentros | Encuentros | Encuentros | Tantos  | Tantos    | Tantos     | Puntos |
| Equipo         | jugados    | ganados    | empatados  | perdidos   | a favor | en contra | diferencia | Puntos |
| -------------- | ---------- | ---------- | ---------- | ---------- | ------- | --------- | ---------- | ------ |
| Fiyi           | 3          | 3          | 0          | 0          | 168     | 28        | +140       | 6      |
| Italia         | 3          | 1          | 0          | 2          | 68      | 74        | -6         | 2      |
| Estados Unidos | 3          | 0          | 0          | 3          | 12      | 168       | −156       | 0      |

Nota: Se otorgan 2 puntos al equipo que gane un partido, 1 al que empate y 0 al que pierda.

## Cuartos de final
| 17 de noviembre | Australia | 46 - 0 | Samoa |  |  |

| 18 de noviembre | Nueva Zelanda | 2 - 4 | Fiyi |  |  |

| 18 de noviembre | Tonga | 24 - 22 | Líbano |  |  |

| 19 de noviembre | Inglaterra | 36 - 6 | Papúa Nueva Guinea |  |  |

## Semifinal
| 24 de noviembre | Australia | 54 - 6 | Fiyi |  |  |

| 25 de noviembre | Inglaterra | 20 - 18 | Tonga |  |  |

## Final
| 2 de diciembre | Australia | 6 - 0 | Inglaterra | Estadio Suncorp, Brisbane       |  |
|                |           |       |            | Asistencia: 40.033 espectadores |  |

| Bandera de Australia |
| Campeón Australia    |
| Décimo primer título |